# 윤문식
윤문식(尹文植, 1943년 1월 18일 ~ )은 대한민국의 배우이다.
1961년 연극배우로 데뷔하였다. 1964년 중앙대학교 연극영화학과에 입학하면서 동기로 만난 최주봉, 박인환과 1968년부터 10여 년 간 극단 <가교>에서 활동하였다. 1969년 연극 《미련한 팔자대감》이라는 작품으로 정식으로 연극배우 데뷔하였다. 이후 1985년 극단 <미추>의 창단 시부터 현재까지 이 극단의 배우로 김성녀, 놀부 김종엽, 경기소리꾼인 초란이 김영화와 함께 더불어 마당놀이극에 출연하였다.

## 학력
- 서산농림고등학교 졸업
- 중앙대학교 연극영화학과 학사(1974년 - 64학번)

## 출연작

### 영화
- 《나의 사랑 나의 신부》, 《꿈》(1990년)
- 《결혼 이야기》(1992년)
- 《투캅스》(1993년)
- 《테러리스트》(선익필름, 1995년), 《개 같은 날의 오후》(1995년), 《리허설》(1995년), 《피아노가 있는 겨울》(1995년)
- 《투캅스 2》(1996년)
- 《투캅스 3》(1998년), 《엑스트라》(신필림, 1998년), 《생과부 위자료 청구 소송》(1998년)
- 《두사부일체》(2001년), 《화산고》(2001년), 《공공의 적》(시네마서비스, 2001년)
- 《피아노 치는 대통령》(2002년)
- 《보리울의 여름》(2003년), 《쇼쇼쇼》(2003년)
- 《귀신이 산다》(2004년)
- 《역전의 명수》(2005년)
- 《카리스마 탈출기》(2006년)
- 《권순분 여사 납치사건》(2007년)
- 《가문의 귀환》(2012년)
- 《나의 사랑 나의 신부》(2014년)

### 드라마
- 1982년 《민족풍속도》
- 1982년 《공주갑부 김갑순》
- 1985년 《양주골 김성태》
- 1985년 《오성장군 김홍일》 - 장학준 역
- 1986년 《전원일기》 - 반장 역
- 1986년 《조선왕조 오백년 임진왜란》 - 이종성 역
- 1986년 《원효대사》 - 대안대사 역
- 1987년 《토지》 - 주갑 역
- 1988년 《원미동 사람들》
- 1988년 《그 겨울의 긴 계곡》
- 1989년 《암소》
- 1989년 《왕룽일가》
- 1989년 《황제를 위하여》
- 1989년 《우리 동네》
- 1990년 《추천석뎐》
- 1990년 《만석꾼 며느리 뽑기》 - 마당쇠,변사 역
- 1991년 《춘보뎐》
- 1991년 《열녀, 지옥에 떨어지다》
- 1991년 《여명의 눈동자》 - 고가 역
- 1992년 《분례기》
- 1992년 《나목》
- 1992년 《삼국기》 - 조미압 역
- 1993년 《봉이전》 - 사또 역
- 1993년 《먼동》
- 1993년 《연인》
- 1994년 《너의 뺨에 입맞추리》
- 1995년 《코리아게이트》 - 일본 순사 역
- 1996년 《사랑할때까지》
- 1996년 《간이역》
- 1996년 《임꺽정》 - 노밤 역
- 1998년 《야망의 전설》
- 1998년 《천사의 키스》
- 1998년 《해바라기》 - 허재봉 부친 역
- 2001년 《매화연가》 - 기웅 부친 역
- 2003년 《다모》
- 2004년 《토지》
- 2006년 《포도밭 그 사나이》, 《무기여 잘 있거라》
- 2007년 《얼렁뚱땅 흥신소》
- 2007년 《태왕사신기》
- 2010년 《추노》
- 2010년 《대물》 - 팽숙수 役
- 2012년 《그래도 당신》 - 나유석 역

### 마당놀이
- 2018년 《뺑파게이트》 - 심창 역 (말뚝이 역, 심봉사의 아들)

### 예능
- 《안녕, 프란체스카》(MBC)
- 《재밌는TV 롤러코스터 낮술여전사 꽐라녀》(tvN) - 꽐라녀의 아버지 役
- 《개그공화국》(MBN) - 큰스님 役(24회)
- 《TV쇼 진품명품》(2002년 7월 7일 일요일) (KBS1)
- 《가족오락관》(1997년~2008년에 다수 출연) (KBS1)

### 교양
- 《고향은 지금》(MBC)

### CF
- 팔도 속풀이
- 동부하이텍 마무리
- 경농 바스타
- 중외제약 화콜에프
- 대웅제약 베아제 (with 김규리, 김석훈, 유지인, 박인환)
- CJ제일제당 해찬들 태양초고추장
- 롯데제과 롯데샌드 (with 노형욱, 강은비)
- 장수온돌 장수온돌침대
- 한국야쿠르트 천년의 식물 산
- 블루제이 파워업 쏘팔메토
- 농협 한삼인
- 청원가구마을
- 천년옥 흙침대

## 같이 보기
- 박인환
- 최주봉
- 김영화